# Kathleen Ellis
Kathleen Ellis, detta Kathy (28 novembre 1946), è un'ex nuotatrice statunitense.

## Palmarès
Olimpiadi
- 4 medaglie:
  - 2 ori (staffetta 4x100 metri misti a Tokyo 1964, staffetta 4x100 metri stile libero a Tokyo 1964)
  - 2 bronzi (100 metri farfalla a Tokyo 1964, 100 metri stile libero a Tokyo 1964).

Giochi panamericani
- 2 medaglie:
  - 1 oro (100 metri farfalla a San Paolo 1963)
  - 1 bronzo (100 metri stile libero a San Paolo 1963).